# Шуты (Гомельская область)
Шуты (бел. Шуты) — деревня в Засинцевском сельсовете Ельского района Гомельской области Белоруссии.
На юге и западе граничит с лесом.

## География

### Расположение
В 43 км на юго-запад от Ельска, в 27 км от железнодорожной станции Словечно (на линии Калинковичи — Овруч), в 220 км от Гомеля.

## Гидрография
На реке Словечна (приток реки Припять).

## Транспортная сеть
Транспортные связи по просёлочной, затем автомобильной дороге Засинцы — Ельск. Деревянные крестьянские усадьбы расположены хаотично, около просёлочной дороги.

## История
По письменным источникам известна с XIX века как хутор в Мозырском уезде Минской губернии. В 1879 году упоминается как селение Скороднянского церковного прихода. В 1908 году в Скороднянской волости. В 1931 году жители вступили в колхоз. Значительную часть перевозок через сплавную пристань, действовавшей в деревне, составляли лесоматериалы. 11 жителей погибли на фронтах Великой Отечественной войны. В составе колхоза «Путь Ленина» (центр — деревня Засинцы).

## Население

### Численность
- 2004 год — 9 хозяйств, 16 жителей.

### Динамика
- 1897 год — 6 дворов, 53 жителя (согласно переписи).
- 1908 год — 8 дворов.
- 1924 год — 9 дворов, 69 жителей.
- 2004 год — 9 хозяйств, 16 жителей.